# Porta Spagnola
La Porta Spagnola di Augusta è un monumento storico risalente al XVII secolo, testimonianza del trecentenario dominio spagnolo in Sicilia, avvenuto dal 1412 al 1713.

## Storia
La sua costruzione cominciò nel 1681, su progetto dell'ingegnere Carlos de Grunembergh, per ordine del viceré Benavides, conte di Santo Stefano, che la fece costruire, con spese a carico degli Augustani, a difesa di tutta la cristianità dell'isola. Era, di fatto, l'ingresso principale alla città, a cui si arrivava tramite due ponti levatoi, installati dopo il taglio dell'istmo voluto per ragioni di sicurezza militare e per evitare gli attacchi da nord. Modificata più volte nel corso dei secoli, ha mantenuto intatta solamente la parte superiore.

## Descrizione
La porta presenta alla sommità due grifoni rampanti, che sorreggono una cornice, sormontata dalla corona di Carlo II di Spagna. Nel riquadro delimitato dal Toson d'Oro è scolpito lo stemma del viceré D. Francesco Benavides.
Sulla porta si trova una lapide che testimonia l'importanza strategica del porto di Augusta, lapide su cui si legge: «D.O.M. Carolo II Hispaniarum ac Siciliae rege imperante, Siciliae prorex D.Franciscus Benavides Comes S.Stephani, in tanti portus litore muniendo non solum Siciliae, sed totius Italiae et Cristiani nominis incolumitati consulere extimavit MDCXXCI».